# Galterö (naturreservat)
Galterö är ett naturreservat i Styrsö socken i Göteborgs kommun i Västergötland. Det omfattar större delen av ön Galterö och omgivande holmar och vattenområden. Försvarsmaktens övningsområde på västra Galterö och Stora Stårholmen är undantagna liksom ett par fritidshus på östra Galterö. Reservatet förvaltas av Västkuststiftelsen. Ön nås med broförbindelse från Brännö.
Vegetationen består av en mosaik av gräshedar, rishedar och strandängar som sedan lång tid brukats som betesmarker vilket gett upphov till stor artrikedom av kärlväxter, svampar och insekter. Ön är rastplats och häckningsplats för många fågelarter, däribland kärrsnäppa, gluttsnäppa, småsnäppa och spovsnäppa. De grunda vikarna och ålgräsängarna runt öarna är yngelplatser och livsmiljöer för många marina arter.